# 巴尼奥洛圣维托
巴尼奥洛圣维托（義大利語：Bagnolo San Vito），是意大利曼托瓦省的一个市镇。总面积49平方公里，人口5900人，人口密度120.4人/平方公里（2009年）。国家统计（ISTAT）代码为020003。